# 佐藤友紀 (アナウンサー)
佐藤 友紀（さとう ゆき、1980年6月27日 - ）は、日本のフリーアナウンサー。ホリプロアナウンサーズプロモーション所属。

## 来歴
北海道札幌市出身。早稲田大学社会科学部卒業。
大学を卒業後、2004年からNHK札幌放送局の契約キャスターを務めていた。2006年から2009年まで信越放送のアナウンサーを務めていた。
その後はホリプロ所属のフリーアナウンサーになり、関東地方を拠点に活動している。また、2014年までに計6作のテレビドラマに出演した（下記出演リストの「テレビドラマ」を参照）。さらには大学院にも通っており、2018年2月時点で修士課程を修了して博士課程に在籍している。どこの大学の院であるのかは明らかにされていない。
結婚後も、アナウンサーとしての活動名義には引き続き旧姓を用いている。大学院在籍中の2017年9月に長男を出産し、1児の母となる。

## 出演

### テレビ番組
- ほくほくテレビ（NHK札幌放送局） - リポーター[2]
- Uパレード（信越放送）
- 3時は!ららら♪（信越放送） - 「諸事情聞くジョー」のコーナー担当
- シネコミ！発 今宵は映画タイトル会議（WOWOW） - ナレーター
- 韓♥Chu（ホームドラマチャンネル） - ナレーター
- ごごたま（テレビ埼玉） - アシスタント
- ボビー's スタジアム（テレビ埼玉） - ナレーター
- プレジデントタイム（TBS）
- 信越・北陸ふるさとタイム（にっぽんケーブルチャンネル） - MC
- 関東甲信越ふるさとタイム（J:COMチャンネル）
- 埼玉サタデー（J:COMチャンネル） - アシスタント

### テレビドラマ
- 横山秀夫サスペンス「18番ホール」（2010年、WOWOW）
- 走馬灯株式会社（2012年、TBS）
- レディ・ジョーカー（2013年、WOWOW）
- 嘘の証明 犯罪心理分析官・梶原圭子 3（2013年、テレビ東京）
- マルホの女〜保険犯罪調査員〜（2014年、テレビ東京）
- 不倫調査員・片山由美（テレビ東京）

### ラジオ番組
- 坂ちゃんのずくだせえぶりでぃ（SBCラジオ） - 月曜アシスタント（ずく女）
- わいわいワイドラジオの王様（SBCラジオ） - リポーター
- わくわくワイド!!あっぱれ大通り（SBCラジオ）
- 吉田照美 ソコダイジナトコ（文化放送） - アシスタント（2012年4月2日 - 2013年3月26日）
- オトナカレッジ（文化放送） - 20時台コメンテーター（2013年度、隔週出演）
- J-Hits COUNTDOWN（火曜会）